# 덴마크의 섬 목록
다음은 덴마크의 섬 목록의 주요 섬 목록이다.

## 덴마크
- 랑엘란섬
- 레쇠섬
- 롤란섬
- 뢰뫼섬
- 모르스섬
- 묀섬
- 벤쉬셀튀섬
- 퓐섬
- 보른홀름섬
- 살트홀름섬
- 삼쇠섬
- 셸란섬
- 아마게르섬
- 안홀트섬
- 알스섬
- 에뢰섬
- 토싱에섬
- 파뇌섬
- 팔스테르섬

## 페로 제도
- 페로 제도의 섬 목록

## 그린란드
- 그린란드의 섬 목록

## 같이 보기
- 섬 목록
  - 유럽의 섬 목록